# 山田克二
山田 克二（やまだ かつじ、1973年11月23日 - ）は、元子役。奈良県出身。

## 来歴
母親と一緒にテレビドラマを一緒に観ていた4歳の時、突然「自分もやりたい」と言い出したことで、大阪にある「ホリホック・アカデミー児童劇団」に入団し、子役デビュー。
現在は芸能界を引退し、中央大学法学部を卒業後、一般企業に勤務している。

## 出演

### テレビ
- 必殺仕事人 第51話「覗き技天地入れ替つぶし」（1980年、ABC / 松竹） - 新太郎
- 「桃太郎侍」　（第197回）1980年7月27日（第229回）日本テレビ
- 松平右近事件帳　第1話「 藪太郎参上!」（1982年、日本テレビ）
- 「影の軍団」Ⅲ　1982年4月6日～1982年9月28日　関西テレビ
- 源九郎旅日記 葵の暴れん坊（1983年、テレビ朝日・東映）第37話「孤剣に賭けた越後の女」 玉助役
- 水戸黄門  （TBS・C.A.L）
  - 第11部 第25話「胸に悲願の裏切り者 -佐倉-」（1981年） - 千代丸
  - 第12部 第26話「謀反からくり釣り天井 ‐宇都宮‐」（1982年） - 亀松
  - 第13部 第26話「六十余州は日本晴れ・鹿児島・水戸」（1983年） -  島津吉貴
  - 第14部 第17話「天下無敵の女棋士 -天童-」（1984年） - 子供
- 「無名剣に走る」1983年8月19日　CX放送
- 連続テレビ小説「心はいつもラムネ色」ピリケン役（1984年10月-1985年3月・NHK）
- 「微笑は風のように」1984年4月6日～1984年5月11日　CX放送
- 「それいけ!ズッコケ三人組」主人公ハチベエ役（1985年4月4日-1986年4月3日・宝塚映像制作・関西テレビ・フジテレビ系列放映）